# Bartolomeu Fernandes
Bartolomeu Fernandes, OP (3. května 1514, Mártires – 16. července 1590, Viana do Castelo) byl portugalský římskokatolický duchovní, emeritní arcibiskup braganský a řeholník dominikánského řádu. Katolická církev jej uctívá jako světce.

## Život

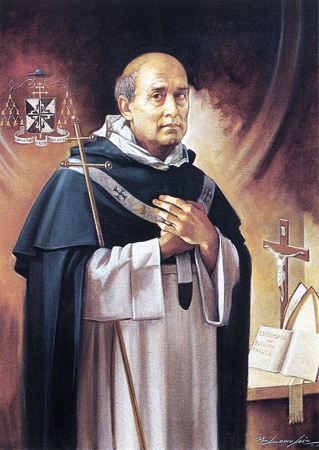
Portrét

Narodil se dne 3. května 1514 v Mártires poblíž Lisabonu rodičům Domingosi Fernandes a Marii Correia. Pokřtěn byl ještě téhož dne v místním farním kostele. Později se rozhodl stát řeholníkem.
Dne 11. listopadu 1527 vstoupil do noviciátu Řádu bratří kazatelů. Své slavné řeholní sliby složil v tomto řádu dne 20. listopadu 1529. Po dokončení studií začal od roku 1538 vyučoval filosofii a teologii. Mezi lety 1557–1558 působil jako převor kláštera Benfica. Během tohoto období stále vyučoval.
Dne 29. ledna 1559 byl jmenován arcibiskupem braganské arcidiecéze. Biskupské svěcení přijal z rukou biskupa João Soares dne 3. září 1559. Do úřadu arcibiskupa byl slavnostně uveden dne 4. října 1559.
Zúčastnil se posledních zasedání Tridentského koncilu (1545–1563), kde byl mezi ostatními koncilními otci velmi vážený a doposud je považován za jednu z nejvýraznějších osobností koncilu.

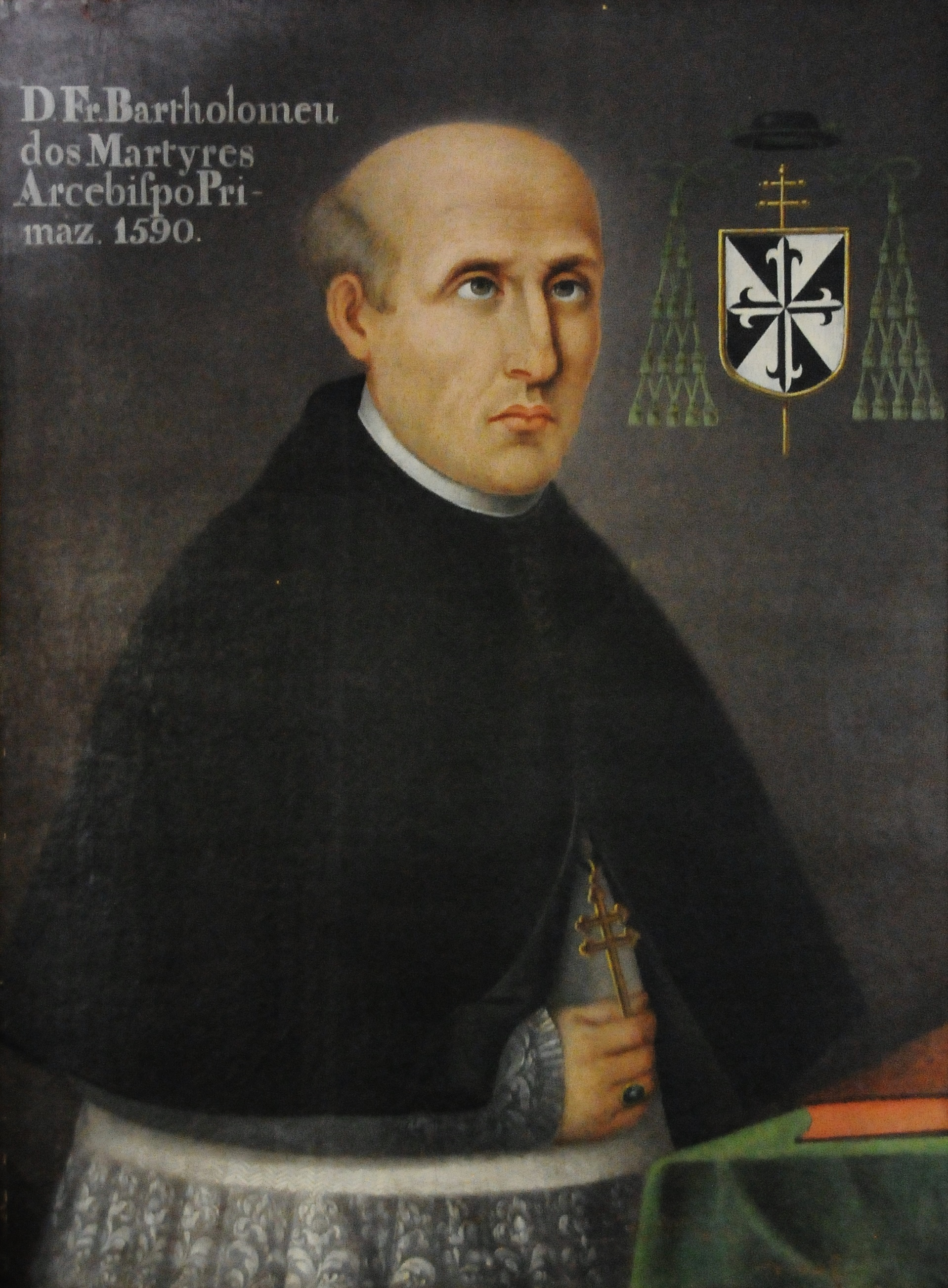
Portrét

Dne 20. února 1582 přijal papež Řehoř XIII. jeho rezignaci na post arcibiskupa. Zbytek života pak prožil v klášteře svého řádu ve Viana do Castelo.
Zde také dne 16. července 1590 v pověsti svatosti zemřel. Pohřben je v katedrále Panny Marie ve městě Braga.

## Úcta

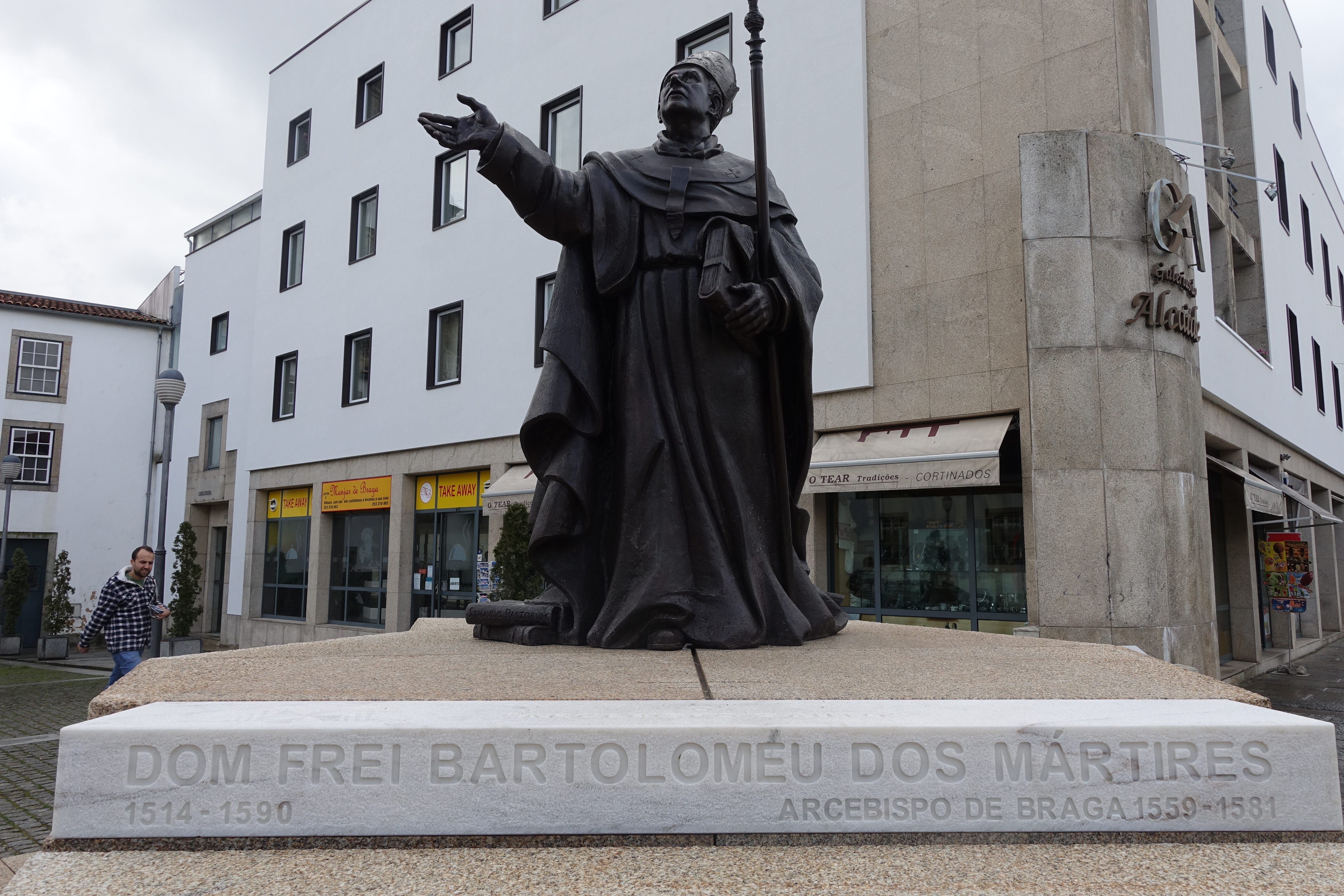
Socha ve městě Braga

Jeho beatifikační proces byl zahájen dne 11. září 1754, čímž obdržel titul služebník Boží. Papež Řehoři XVI. jej dne 23. května 1845 podepsáním dekretu o jeho hrdinských ctnostech prohlásil za ctihodného. Dne 7. července 2001 byl uznán zázrak na jeho přímluvu, potřebný pro jeho blahořečení.
Blahořečen pak byl dne 4. listopadu 2001 na Svatopetrském náměstí papežem sv. Janem Pavlem II. Dne 5. července 2019 jej papež František ekvipolentně (bez potřebného zázraku na jeho přímluvu) v Apoštolském paláci svatořečil.
Jeho památka je připomínána 16. července. Je patronem braganské arcidiecéze a katechetů. Bývá zobrazován v biskupském rouchu.

## Odkazy

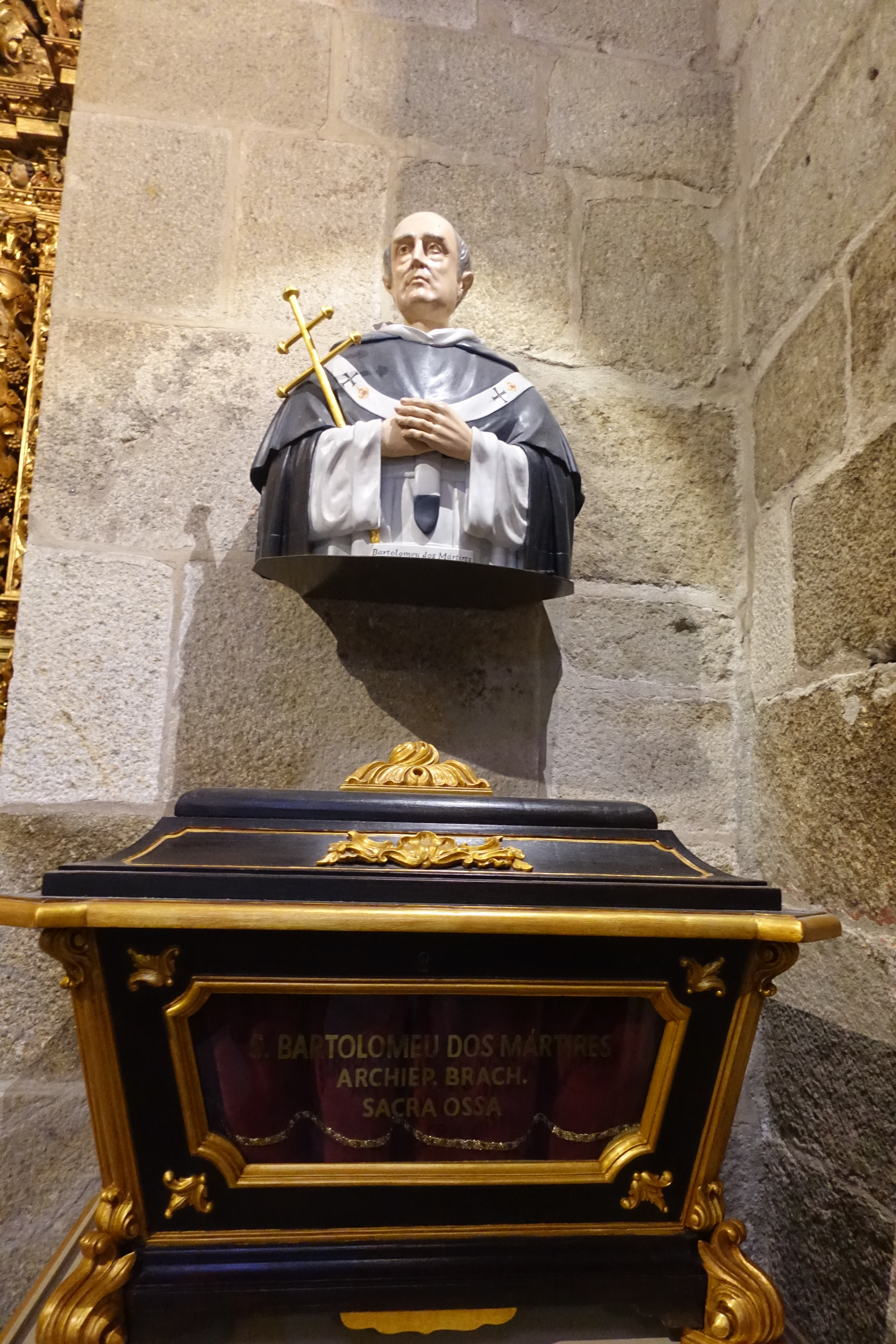
Hrobka sv. Bartolomeu Fernandes v katedrále Panny Marie ve městě Braga